# CityCenter
CityCenter je ucelený komplex moderních budov s užitnou plochou 1 560 500 m² a celkovou plochou 31 hektarů v Paradise u Las Vegas v Nevadě. Projekt je dílem společnosti MGM Resorts International a Dubai World, která se přidala až během realizace projektu. CityCenter je největší stavební projekt v historii USA, který je financován soukromými zdroji (8,5 miliardy USD, což je asi 6,7 miliardy EUR). Výstavba probíhala na místě, kde v minulosti stál Boardwalk Hotel and Casino, též ve vlastnictví MGM.
Komplex byl otevřen 16. prosince 2009 (kromě Veer Towers a Harmon Hotel). Během výstavby se vyskytly několik problémů. Na začátku roku 2009 zažaloval Dubai World svého partnera MGM, protože nebyl schopen financovat svou část nákladů. V březnu 2009 se obě společnosti dohodly. Během výstavby dosud zahynulo až 6 dělníků. Problém se vyskytl i při výstavbě hotelu Harmon, kdy byla zjištěna kriticky nesprávně nainstalována nosná výztuž.

## Složení komplexu
- Aria Resort & Casino, je 61 patrová budova, která obsahuje hotel s 4 004 pokoji a kasino s rozlohou 14 000 m². Autor a designér budovy je César Pelli.
- Vdara, 57 patrový Condotel (kondominium i hotel) s 1 495 bytovými jednotkami. Budova byla dokončena jako první ještě v květnu 2008. Architektem budovy je Rafael Vinolas.
- Harmon Hotel boutique hotel se 400 pokoji, který měl mít původně 49 pater ale po zjištění závady byl snížen na 25 patře[3]. Předpokládaný termín ukončení výstavby je stanoven na konec roku 2010. Autorem je společnost Foster a Partners, Normana Fostera.
- The Mandarin Oriental je budova s 225 kondominia s 392 hotelovými pokoji. Design hotelu vytvořila společnost Kohn Pedersen Fox.
- The Veer Towers je dvojice 37 patrových obytných věží s 674 kondominia. Věže jsou od sebe nakloněny v 4,6stupňovém úhlu. Věže jsou dílem společnosti Helmuta Jahna.
- Crystals je 46 000 m² obchodní a zábavní centrum, jehož autorem je Daniel Libeskind.
- Ostatní: součástí komplexu je i parkovací dům s kapacitou 6 900 automobilů a moderní požární zbrojnice. Společnost Siemens navrhla 9 MW energetickou jednotku, která zásobuje komplex energií a vícero technologií v celém projektu za 100 milionů USD. Všechny technologie byly navrženy s ohledem na životní prostředí a udržitelnost.[4]

## Galerie

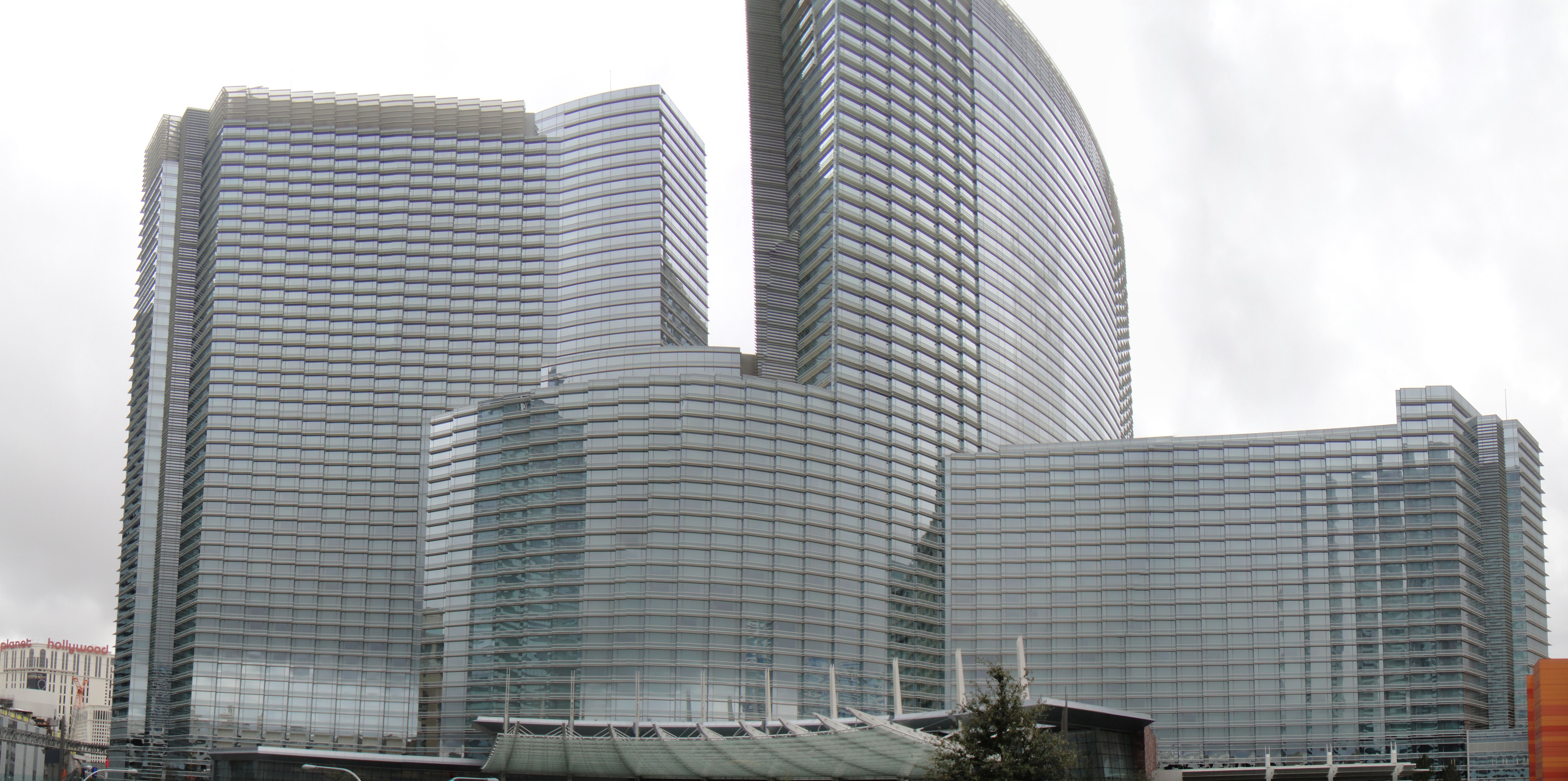
Aria Resort & Casino
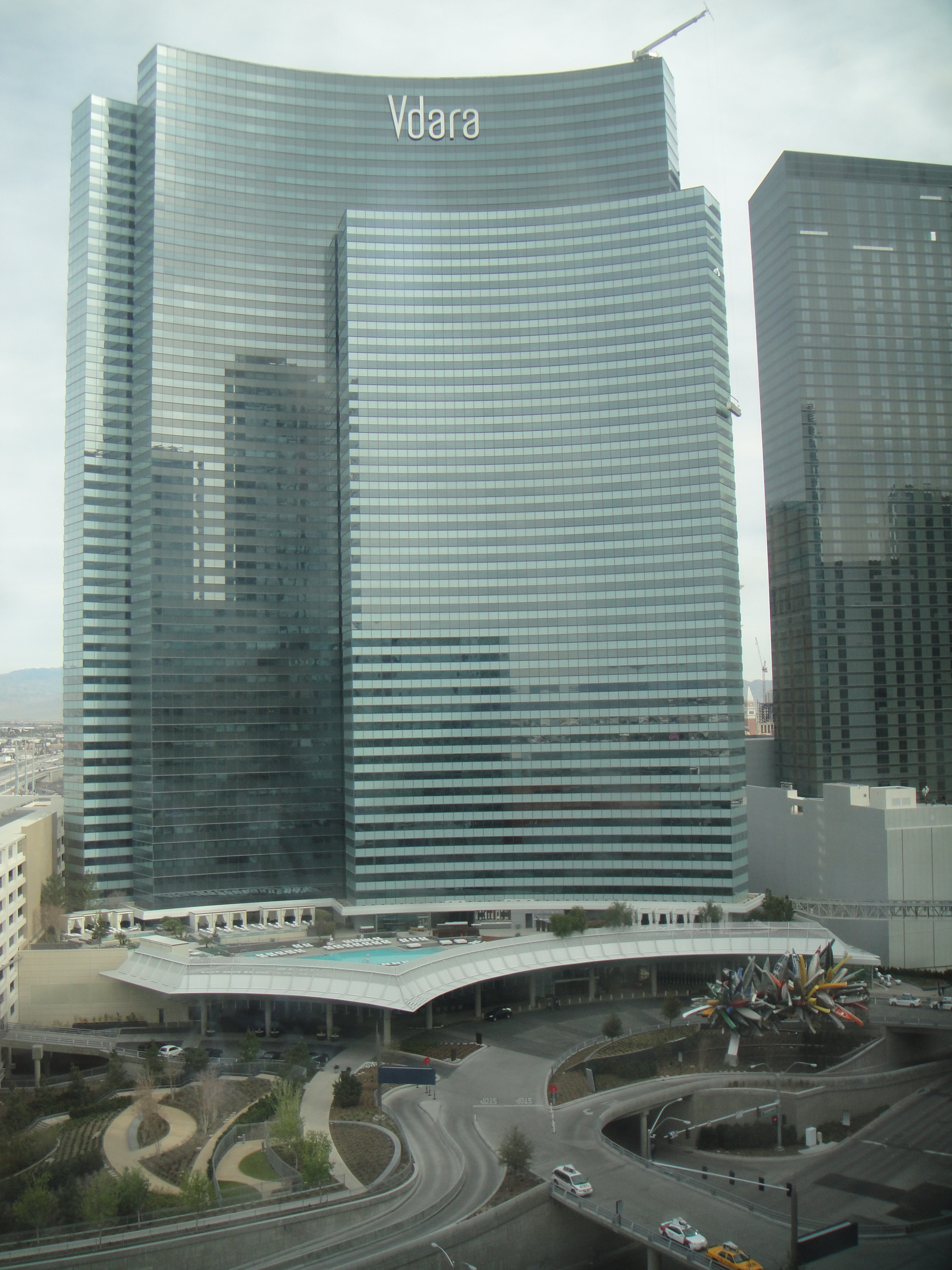
Vdara
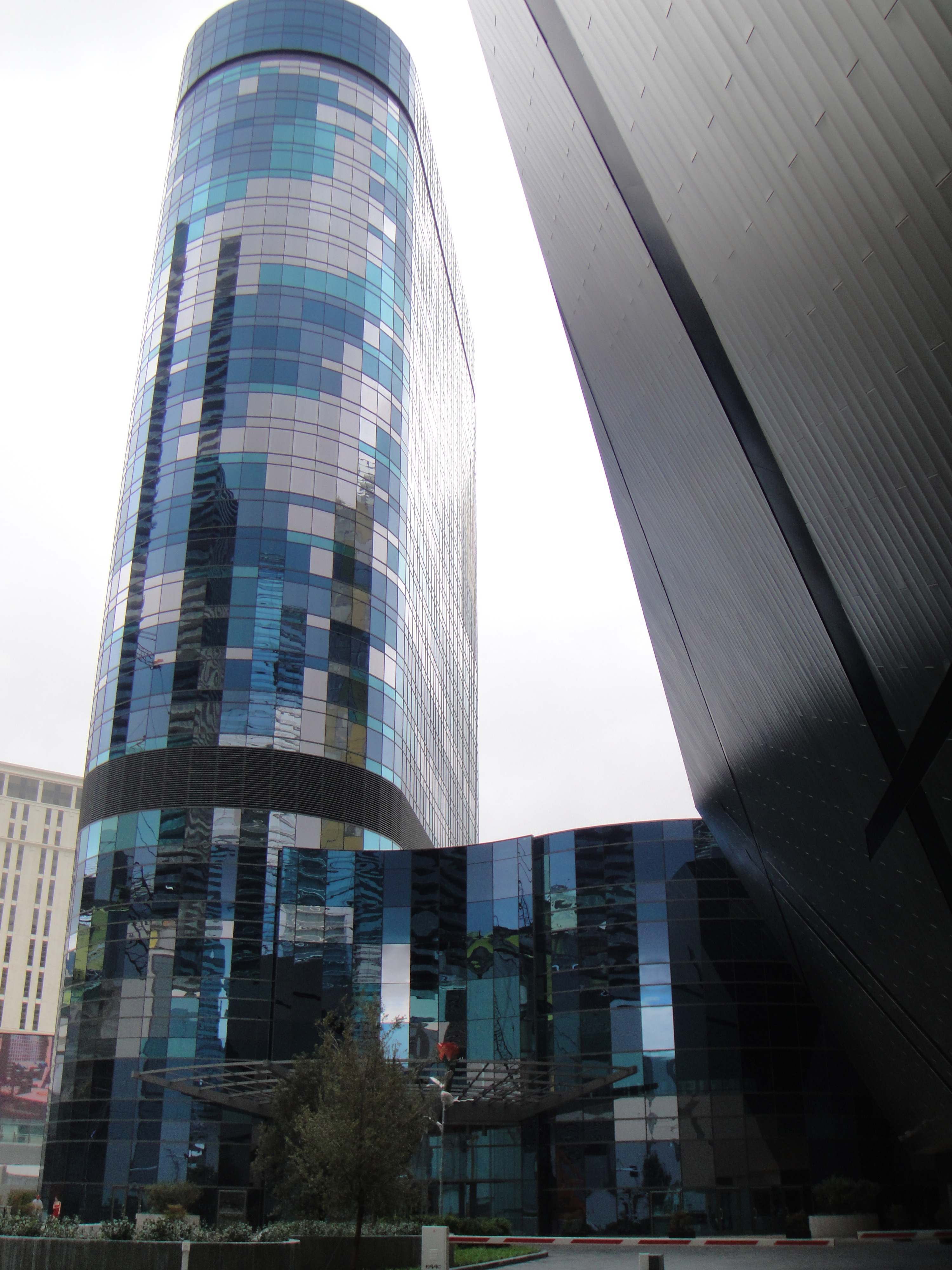
The Harmon Hotel
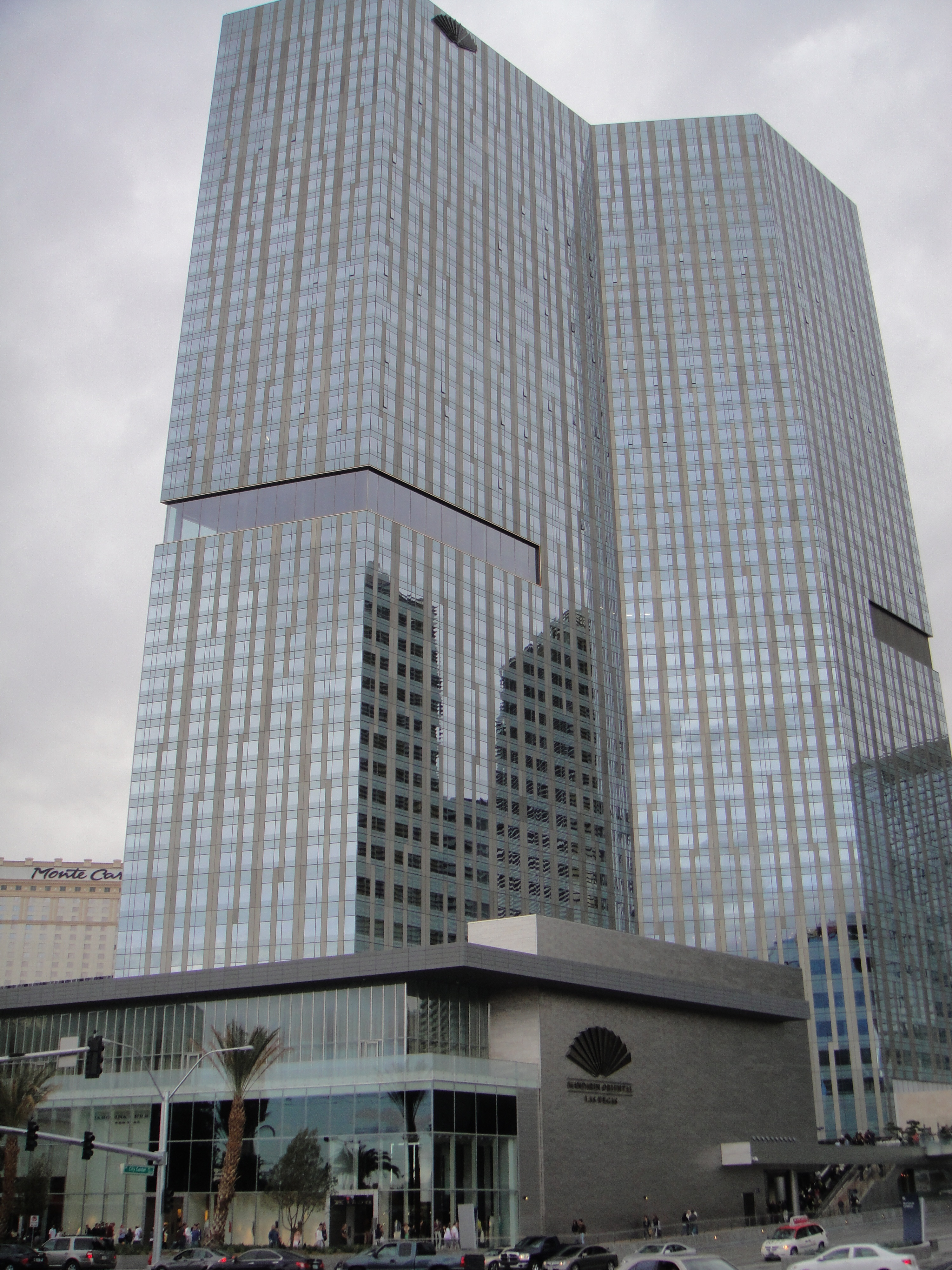
Mandarin Oriental
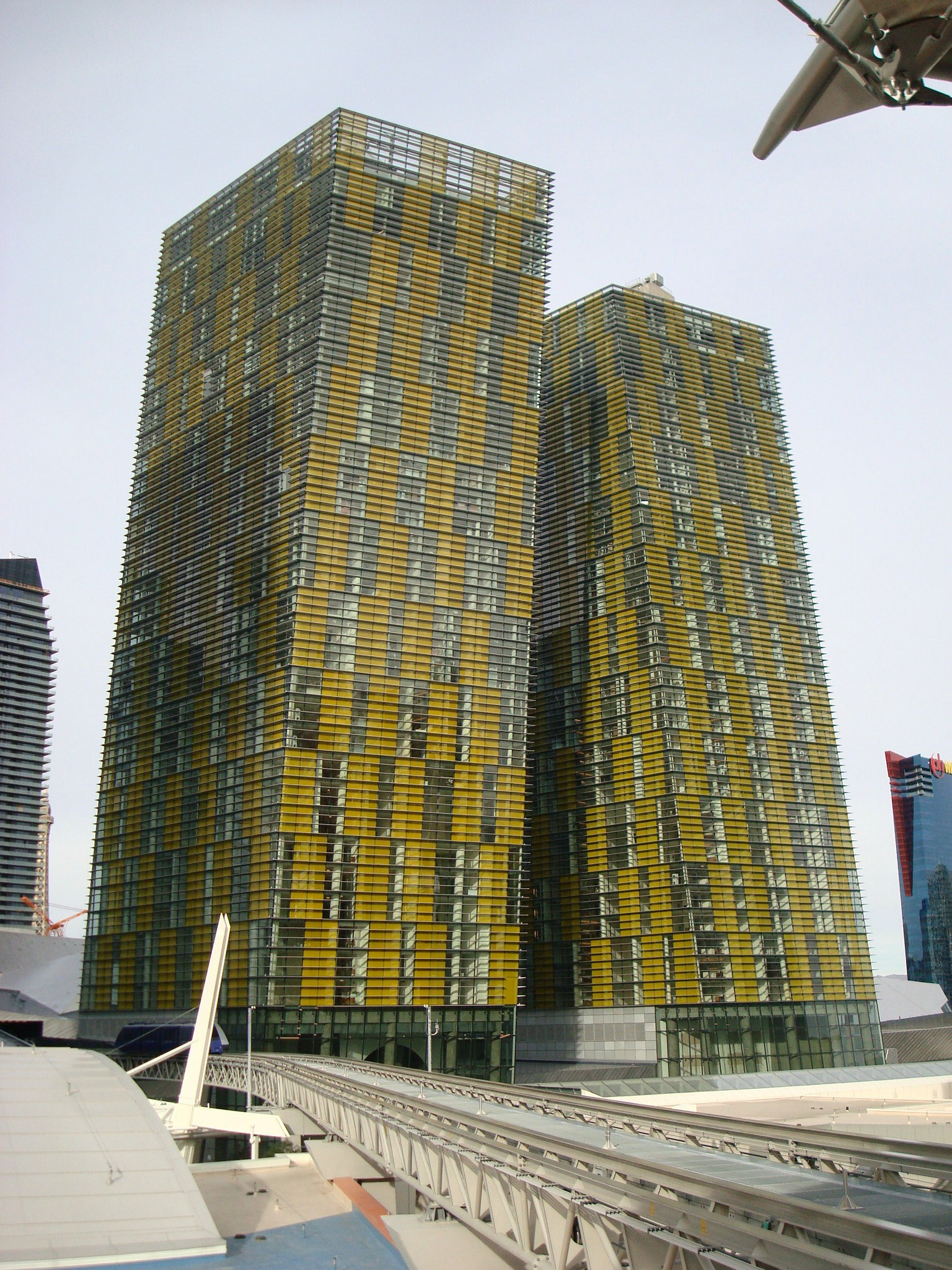
Veer Towers
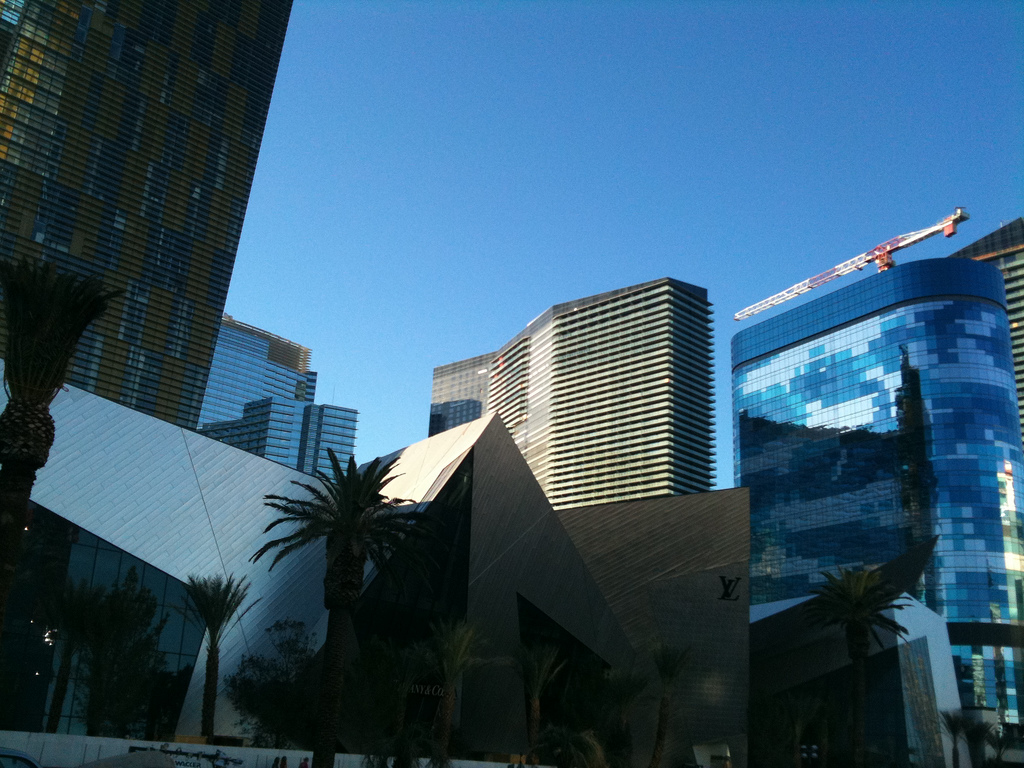
The Crystals